# Marie Louise av Hessen-Kassel
Marie Louise av Hessen-Kassel, känd som Marijke Meu ("Moster Marie"), född 7 februari 1688 i Kassel, död 9 april 1765 i Leeuwarden, var Nederländernas, egentligen Frieslands, regent 1711–1731 och 1759–1765 som förmyndare för sin son Vilhelm IV av Oranien och sin sonson Vilhelm V av Oranien samt regent i IJsselstein 1731–1751. Hon var syster till Sveriges kung Fredrik I.

## Biografi

### Tidigt liv
Hon var dotter till lantgreve Karl I av Hessen-Kassel och Maria Amalia av Kurland; gift i Kassel den 26 april 1709 med prins Johan Vilhelm Friso av Oranien. Äktenskapet arrangerades av hennes blivande svärmor Henriette Amalia av Anhalt-Dessau, då hennes far var Nederländernas pålitlige allierade i koalitionen mot Frankrike. 

### Första regentskapet
Vid makens död 1711, två år efter vigseln, utsågs hon av ständerna till förmyndare och regent för sin nyfödde son istället för sin svärmor. Som regent sanerade hon ekonomin genom att minska kostnaderna för hovet, effektivisera underhållet av byggnader och sälja en del lösöre på auktion. År 1731 blev sonen myndigförklarad och förlänade henne barondömet IJsselstein, sedan hon avgått som regent. Hon arrangerade 1734 sonens äktenskap. 
I IJsselstein gav hon diskret stöd åt den pietistiske greven Zinzendorf och hans anhängare herrnhutarna. Efter att sonen avlidit 1751 blev hennes svärdotter Anna regent för hennes omyndige sonson Vilhelm. 

### Andra regentskapet
Då även svärdottern avled 1759 blev Marie Louise ännu en gång utsedd till regent. Hon skötte regeringen gemensamt med hertigen av Braunschweig-Wolffenbuttel. Detta ledde till konflikter med hennes sondotter Carolina av Oranien, som ville ha del i styret. År 1765 försökte oppositionen övertala sonsonen att avsätta Braunschweig, men förslaget drogs tillbaka då Marie Louise uppfattade det som ett misstroendevotum mot henne. 
Marie Louise var populär i Nederländerna och beskrivs som enkel och charmerande och en handlingskraftig politiker.